# Величковський Борис Митрофанович
Борис Митрофанович Величковський (26 червня 1947, Ногінськ, Московська область — 5 січня 2022, Москва) — радянський і російський психолог, фахівець в галузі фундаментальних і прикладних досліджень пізнавальних процесів, один із засновників міждисциплінарних когнітивних досліджень в Росії і за кордоном. Доктор психологічних наук, doctor rerum naturalium, член-кореспондент РАН з 29 травня 2008 року по Відділенню нанотехнологій та інформаційних технологій. Один з авторів «Великої Російської енциклопедії».

## Біографія
У 1966–1971 роках навчався на факультеті психології МГУ і на фізичному факультеті Берлінського університету ім. Гумбольдтів. У 1970-ті роки працював з А. Н. Леонтьєвим і А. Р. Лурія, асистент А. Р. Лурія по кафедрі загальної психології (1971) і доцент (1977) факультету психології МГУ. Кандидат психологічних наук (1973, дисертація «Мікроструктурний аналіз зорового сприйняття»). У 1970-х роках разом з Н. В. Цзен створив при факультеті психології МГУ Проблемну лабораторію сприйняття. У 1987 році створив там же першу в СРСР і Росії кафедру когнітивних досліджень.
У 1979–1981 роках обіймав професуру Вільгельма Вундта Лейпцизького університету. У 1986 році захистив докторську дисертацію «Функціональна організація пізнавальних процесів». Професор нейропсихології (1990, Білефельдський університет, ФРН), експериментальної психології (1992, Торонтський університет, Канада), прикладних когнітивних досліджень (1994, Дрезденський технічний університет, ФРН). З 1996 по 2012 роки, з перервами, очолював Інститут психології праці, організаційної та соціальної психології Дрезденського технічного університету.
Дійсний член професійних товариств: Deutsche Gesellschaft fuer Psychologie, European Association of Cognitive Ergonomics, European Society of Cognitive Psychology, International Association of Applied Psychology (IAAP), Psychonomic Society, Cognitive Science Society. Член виконкому і президент секції прикладних когнітивних досліджень IAAP (1998–2004, 2010–2014). Президент-організатор і перший президент Міжрегіональної асоціації когнітивних досліджень (2004–2008). Перший психолог в історії Російської академії наук, обраний в члени РАН по одному з її природничо-наукових відділень (Відділення нанотехнологій та інформаційних технологій, 2008).
Перший російський психолог — стипендіат фонду Гумбольдта (Бонн). Почесний член Центру міждисциплінарних досліджень (Білефельдський університет, ФРН), Ради з природничих та інженерних наук Канади (Оттава), Японського товариства з розвитку науки (Токіо), RIKEN Brain Science Institute (Вакосі, Токіо), Гранадський університет (Гранада, Іспанія), фонду Конрада Лоренца і інституту еволюції пізнання Віденського університету (Альтенбург, Австрія). Провідний експерт Німецького науково-дослідного товариства (DFG) та Комісії Євросоюзу за новими і виникають напрямками науки і технологій (програма NEST — New and Emerging Science and Technology). Координатор науково-дослідних і прикладних проектів, в тому числі європейських проектів NEST-Pathfinder і Networks of Excellence.